# The Candy Spooky Theater
The Candy Spooky Theater är ett japanskt Visual-Kei som debuterade 2005 med singeln Pumpkins Scream in the Dead of night Parade. Bandet startades av de tre medlemmarna Jack Spooky (sång), Peggy (bas) och Zull (gitarr), men sedan Zull hade lämnat bandet sommaren 2007 ersattes han av Kiddie Skeleton. 
Deras musik och stil är inspirerad av Tim Burton.